# 紅海草地讓賽
紅海草地讓賽，是於沙特阿拉伯安都拉茲馬場舉辦供北半球產4歲或以上及南半球產3歲或以上馬匹競逐的國際二級賽（G2），途程為草地3000米。

## 概述
本賽事爲沙特阿拉伯賽馬會於2020年創設的賽事，為沙特盃賽馬日其中一場分級賽。
此外，此賽事亦設有出賽限制，海外參賽馬必須曾於國際賽馬組織聯盟的《國際賽事編錄標準及國際賽事統計冊》的第一部分賽馬地區的分級賽中獲得頭四名，或於國內取得100或以上的評分方可報名，雌馬則需獲得96或以上的評分。

## 歷史
- 2020年 - 於安都拉茲馬場設立名為「浪琴表草地讓賽」的賽事，途程爲草地3000米。首屆賽事由法國訓練的「借東風」勝出。
- 2021年 - 更名為紅海草地讓賽。
- 2022年 - 隨着沙特阿拉伯列入國際賽馬組織聯盟的《國際賽事編錄標準及國際賽事統計冊》的第二部分賽馬地區[1]，此賽從該年開始升格為國際三級賽（G3）。
- 2025年 - 升格為國際二級賽（G2）。

## 歷屆冠軍
| 屆數  | 日期          | 馬場     | 距離  | 馬名     | 性年 | 代表國家 | 時間    | 騎師   | 練馬師   | 馬主                                         |
| ----- | ------------- | -------- | ----- | -------- | ---- | -------- | ------- | ------ | -------- | -------------------------------------------- |
| 第1屆 | 2020年2月29日 | 安都拉茲 | 3000m | 借東風   | 閹6  | 法國     | 3:11.19 | 柏兆雷 | 赫德     | George Strawbridge                           |
| 第2屆 | 2021年2月20日 | 安都拉茲 | 3000m | 金禮贈   | 閹6  | 英国     | 3:14.24 | 郭善佳 | 蘇萊     | 高多芬                                       |
| 第3屆 | 2022年2月26日 | 安都拉茲 | 3000m | 愚者眼界 | 雄7  | 日本     | 3:06.08 | 李慕華 | 矢作芳人 | Shadai Race Horse Co Ltd                     |
| 第4屆 | 2023年2月25日 | 安都拉茲 | 3000m | 銀音速   | 雄7  | 日本     | 3:06.46 | 連達文 | 池江泰壽 | Shadai Race Horse Co Ltd                     |
| 第5屆 | 2024年2月24日 | 安都拉茲 | 3000m | 英宮塔堡 | 雄4  | 爱尔兰   | 3:04.44 | 莫雅   | 岳伯仁   | D Smith, Mrs J Magnier, M Tabor & Westerberg |
| 第6屆 | 2025年2月22日 | 安都拉茲 | 3000m | 帝國夢   | 雄4  | 日本     | 3:06.63 | 莫艾誠 | 坂口智康 | 吉田和美                                     |

## 來自戰線
以下列表列出歷屆冠軍上次出賽賽事及上次勝出賽事：
| 詳細戰線列表 |          |                          |        |       |                          |        |
| 年份         | 馬匹     | 上次出賽賽事             | 級別   | 名次  | 上次勝出賽事             | 級別   |
| 2020         | 借東風   | 法國聖烈治錦標           | GI     | 亞軍  | 嘉登大賽                 | GI     |
| 2021         | 金禮贈   | 留存盃                   | GIII   | 殿軍  | 免費直播每場英國賽事讓賽 | 第2班  |
| 2022         | 愚者眼界 | 香港瓶                   | GI     | 第5名 | 京都新聞盃               | GII    |
| 2023         | 銀音速   | 長途馬錦標               | GII    | 冠軍  | 同左                     | 同左   |
| 2024         | 英宮塔堡 | 卻拉愛爾蘭之友皇太子讓賽 | 精英班 | 第9名 | 阿爾斯特打吡             | 精英班 |
| 2025         | 帝國夢   | 美國賽馬會盃             | GII    | 第6名 | 如月賞                   | GII    |

## 外部連結
- 官方網站 （页面存档备份，存于）